# El Fortín, Morelos
El Fortín är en ort i Mexiko.   Den ligger i kommunen Yautepec och delstaten Morelos, i den sydöstra delen av landet, 70 km söder om huvudstaden Mexico City. El Fortín ligger 1 100 meter över havet och antalet invånare är 177.
Terrängen runt El Fortín är huvudsakligen kuperad, men åt nordost är den platt. El Fortín ligger nere i en dal. Runt El Fortín är det tätbefolkat, med 319 invånare per kvadratkilometer. Närmaste större samhälle är Cuernavaca, 17,7 km nordväst om El Fortín. I omgivningarna runt El Fortín växer huvudsakligen savannskog.